# Église Saint-Étienne de Pomers
Pour les articles homonymes, voir église Saint-Étienne.
L'église Saint-Étienne de Pomers, aussi nommée ermitage Saint-Étienne de Pomers, est une église romane située en France à Clara-Villerach, dans le département français des Pyrénées-Orientales en région Occitanie.

## Situation
| \| Église Saint-Étienne de Pomers \| Situation par rapport aux sites préromans des Pyrénées-Orientales. |
| Église Saint-Étienne de Pomers                                                                          |